# Hototogisu (revue)
Pour les articles homonymes, voir Hototogisu.
Hototogisu (en japonais : ホトトギス, c'est-à-dire Le Coucou, est le nom d'une revue littéraire japonaise d'avant-guerre, aujourd'hui éditée par la société en commandite Hototogisu (en japonais : 合資会社ホトトギス, gōshi-gaisha Hototogisu)

## Historique
La revue est fondée en janvier 1897  à Matsuyama par les amis de Masaoka Shiki. Son objectif principal est la promotion du haïku, mais elle propose aussi des descriptions de la nature et de la littérature en prose. Son titre est dû à Shiki, qui se comparait lui-même à cet oiseau, le pseudonyme de Shiki étant une des appellations du coucou japonais.
La rédaction, assurée au cours de la première année par Yanagihara Kyokudō, est reprise l'année suivante (1898) par Kyoshi Takahama, lorsque la revue s'établit à Tōkyō.
Après la mort du fondateur Shiki en 1902, Kyoshi prend sa succession et ancre davantage encore le principe établi par celui-ci de la description objective de la nature. Ceci est à la base de l'école littéraire du haïku moderne dite « École du Hototogisu », de laquelle devait se séparer ensuite l'« École du Haïku libre » créée par Hekigotō Kawahigashi.
La revue est célèbre entre autres pour avoir publié en 1905 le roman de Natsume Sōseki, Je suis un chat (sous la direction de Takahama Kyoshi).

## Membres notables
- Masaoka Shiki (1867-1902)
- Hekigotō Kawahigashi (1873-1937)
- Kyoshi Takahama  (1874-1959)
- Hisajo Sugita (1890-1946)
- Teijo Nakamura (1900-1988)
- Shūōshi Mizuhara (1892-1981)
- Seishi Yamaguchi (1901-1994)
- Sujū Takano (1893-1976)
- Seiho Awano (1899-1992)
- Tatsuko Hoshino (1903-1984)
- Kusatao Nakamura (1901-1983)
- Shizunojo Takeshita (1887-1951)
- Sōjō Hino (1901-1956)

## Sources
- (de) Cet article est partiellement ou en totalité issu de l’article de Wikipédia en allemand intitulé « Hototogisu » (voir la liste des auteurs).